# Ansambl narodnih plesova i pjesama Hrvatske LADO
 Ovo je članak o ansamblu LADO. Za pripjev po kojem je ansambl dobio ime pogledajte članak Lado (pripjev).
Ansambl narodnih plesova i pjesama Hrvatske LADO hrvatski je profesionalni folklorni ansambl osnovan 1949. godine u Zagrebu. U Ansamblu danas djeluje 37 plesača/pjevača i 14 glazbenika koji sviraju pedesetak tradicijskih i klasičnih glazbala. Lado je arhaična slavenska riječ, često rabljena kao pripjev u starim obrednim pjesmama sjeverozapadne Hrvatske, a sinonim je riječī dobar, drag i mio. U svom dosadašnjem radu Ansambl LADO okupio je najpoznatije hrvatske etnokoreologe i koreografe, glazbene aranžere, etnoglazbenike, folkloriste i dirigente, ali također i skladatelje nadahnute pučkim glazbenim stvaralaštvom. Najistaknutiji je ansambl hrvatskoga folklora.

## Povijest ansambla
Ansambl LADO utemeljen je ukazom vlade Narodne Republike Hrvatske 11. studenog 1949. godine pod imenom Državni zbor narodnih plesova i pjesama (DZNPiP). Zadaća mu je bila istraživati, prikupljati, umjetnički obrađivati i scenski prikazivati najljepše primjere bogate hrvatske glazbene i plesne tradicije.
U godinama poslije drugoga svjetskoga rata u zemlji su počele djelovati mnogobrojne amaterske folklorne skupine, među kojima se isticala folklorna sekcija Omladinskoga kulturno-umjetničkoga društva »Joža Vlahović« iz Zagreba pod umjetničkim vodstvom prof. Zvonimira Ljevakovića. Ljevaković je bio jedan od utemeljitelja i prvi umjetnički ravnatelj Ansambla LADO. LADO je prvi put nastupio 4. veljače 1950. godine u Hrvatskom narodnom kazalištu u Zagrebu i već je tada pokazao jasnu usmjerenost ansambla na hrvatsku tradicijsku glazbu i običaje. Koncert se sastojao od petnaest točaka, šest glazbenih (pjevnih) i devet plesnih, kada su izvedeni Krčki tanac, Dalmatinsko kolo - poskočica Linđo, Slavonsko kolo, Bunjevačko momačko kolo, Vrličko kolo, Balun iz Istre, Pokupski svatovski drmeš i Posavski plesovi iz kojih je jedna "šestorka" sa šest plesačica poslije postala prepoznatljivim zaštitnim znakom Ansambla LADO. Taj prvi nastup ansambla bio je kratko popraćen u Vjesniku osvrtom akademika Tvrtka Čubelića.
Od 1974. godine ansambl vodi hrvatski etnolog i etnokoreograf dr. Ivan Ivančan. Bio je vrstan poznavatelj tradicijske glazbe i plesa, a njegov doprinos u ansamblu te koreografski rad u mnogim amaterskim ansamblima diljem Hrvatske također su trajno obilježili hrvatsku folklornu scenu. Put koji je zacrtao Zvonimir Ljevaković, a nastavio dr. Ivan Ivančan, slijedili su i umjetnički ravnatelji Hanibal Dundović (1983. – 1991.) i Ivan Ivančan mlađi (od 1992.). Prepoznatljivoj kvaliteti glazbenoga programa LADA u ranijim su godinama značajno doprinijeli Emil Cossetto i Božo Potočnik, a poslije i glazbeni rukovoditelji Dinko Fio (1975. – 1980.), Tomislav Uhlik (1983. – 1985.) i Bojan Pogrmilović (1985. – 1998. i od srpnja 2018. do danas). U novije vrijeme folklorni zbor vodi Dražen Kurilovčan, koji uz posebno angažirane vanjske suradnike najčešće ravna koncertnim izvedbama Ansambla. Od 18. travnja 2016. do travnja 2020. godine dužnost umjetničkog voditelja obnašao je etnolog i polonist Andrija Ivančan, kojega je na toj dužnosti u travnju 2020. naslijedio etnolog i povjesničar Krunoslav Šokac.
Tijekom dugogodišnjega uspješnoga djelovanja, LADO je postao prepoznatljiv po rustikalnu pjevanju i arhaičnim zvucima tradicijskih narodnih glazbala. Uz nastupe na najpoznatijim domaćim i svjetskim pozornicama i koncertnim podijima, LADO često nastupa na raznim velikim međunarodnim skupovima i simpozijima, na akademijama i proslavama, sajmovima, svjetskim izložbama, Univerzijadama, olimpijskim igrama te velikom broju svjetskih i domaćih folklornih i glazbenih festivala. Uspješno surađuje i s baletom HNK u Zagrebu (Đavo u selu Frana Lhotke) i Gradskim kazalištem »Komedija« (Đerdan Jakova Gotovca i Narodil se mladi Kralj Vida Baloga i Tomislava Uhlika). LADO je diljem svijeta gostovao i na pozive hrvatskih iseljenika.

### Zanimljivosti
- Ansambl posjeduje više od 1200 kompleta narodnih nošnji, od kojih su neke starije od 100 godina.
- Ansambl je održao više od 5000 nastupa u Hrvatskoj i 48 zemalja svijeta.
- Ansambl ima na repertoaru više od 100 koreografija s različitošću plesova, pjesama i nošnji s mediteranskim, alpskim, panonskim i dinarskim utjecajima.
- Ansambl vodi i obrazovne programe: folkorne radionice, plesne tečajeve i nastupe za djecu predškolskog i školskog uzrasta.

## Članovi ansambla
S plesačima/pjevačima i solistima Ansambla LADO redovito rade umjetnički i plesni voditelj te dirigent Ansambla uz svesrdnu glazbenu pomoć korepetitora. Sa sviračima i instrumentalnim solistima program uvježbavaju dirigent Ansambla i voditelj orkestra. Osim plesnih koreografija, plesači/pjevači po potrebi nastupaju i kao muški zbor, a plesačice/pjevačice kao ženski zbor Ladarice.   

### Vokalisti LADA
Vokalisti LADA naziv je vokalnog ansambla u kojem pjevači/plesači Ansambla LADO na reprezentativan način izvode vokalnu glazbenu tradiciju južnohrvatskih prostora. Vokalni ansambl započeo je radom u rujnu 2002. godine na inicijativu Ivana Ivančana, umjetničkog direktora LADA. Tako su pjevači LADA upoznali različite stilove i žanrove tog područja, različite od dotadašnje prakse ladovskoga pjevanja koje je pretežito bilo vezano uz sjevernohrvatske glazbene tradicije. Crkveno pučko pjevanje i klapsko pjevanje, dva vokalno-glazbena stila koja se nadopunjuju, osnov su repertoara tog vokalnog ansambla. Od 2002. do danas Vokalisti su nastupali u različitim prigodama kao dio Ansambla LADO (božićni i korizmeni vokalni programi) i samostalno u raznim klapskim projektima (Svitla noć – klape i korizma; Klape na Šalati) te na koncertima u austrijskom Gradišću, u Hrvatskom glazbenom zavodu i crkvi sv. Marka u Zagrebu, crkvi sv. Donata u Zadru, itd. Za svoje su izvedbe djela duhovne glazbe Vokalisti do danas više puta nagrađivani mnogim nagradama (Porin, Orlando, Varaždinske barokne večeri), a za svoj su prvi samostalni album Križu sveti... 2012. osvojili dvije diskografske nagrade Porin.

### Ženski zborLadarice
Povijest legendarnih Ladarica počinje 1965. godine: folkloru i glazbi već tada srcem i dušom odani Božo Potočnik neformalno je okupio manju skupinu članica Ansambla LADO s kojima je, za programske potrebe tadašnjega Radio-Zagreba, snimio obrade desetak narodnih pjesama. Godinu dana poslije, braća Zlatko i Božo Potočnik službeno su utemeljili ženski vokalni ansambl, koji je od tada najčešće nastupao kao nonet. Sve su članice tog ansambla također bile zaposlene kao plesačice/pjevačice u Ansamblu LADO, ali su kao vokalni sastav sve do 2003. djelovale neovisno od njega. Zbog sličnoga imena, ali i činjenice da su sve Ladarice istodobno bile i članice Ansambla LADO, publika je ta dva ansambla često poistovjećivala. No formalno-pravno sjedinjenje Ladarica i Ansambla LADO dogodilo se tek 2008. godine na poticaj Ivana Ivančana mlađeg te uz suglasnost LADU uvijek vjernoga Bože Potočnika: nastupom na 43. Festivalu kajkavskih popevki u Krapini, Ladarice su se te godine imenom i službeno vratile u okrilje Ansambla LADO. Današnje Ladarice svojim nastupima i vokalnim izvedbama predano čuvaju i diljem svijeta ponosno pronose naslijeđeno slavno ime svojih legendarnih prethodnica.

### OrkestarLADA
Orkestar LADA čini 14 glazbenika – multiinstrumentalista koji sviraju skoro sva tradicijska narodna glazbala koja je moguće naći na prostoru Hrvatske, ali i Jugoistočne Europe. U okviru istoga koncerta, svirači se bez problema iz gudačkoga sastava s cimbalom (guci, pilari, jegeduši, mužikaši), uobičajenoga u sjeverozapadnoj Hrvatskoj, “preobraze” u tamburaški sastav karakterističan za sjeveroistočna nizinska područja. Prigodom predstavljanja glazbene tradicije dijela jadranskoga područja, članovi orkestra često sviraju i mandoline, a po potrebi se u trenu mogu “pretvoriti” u bandiste – sastav svirača limenih puhačkih glazbala popularan u sjeverozapadnoj Hrvatskoj. Orkestar LADA posjeduje jedinstvenu zbirku hrvatskih narodnih glazbala. Među njima su, ponajprije, aerofona tradicijska glazbala: baranjske diplice, razne vrste svirala (frula) i dvojnica, šurlice, mišnjice, sopile ili roženice, banijske svirale "ciganjske", okarine, diple, mih, gajde i dude. Tu su i solistička glazbala sa žicama: tambure samice (slavonska "samica" i lička "dangubica"), gusle, šargije i cimbal, razne vrste udaraljki, ali i cijeli orkestar srijemskih i slavonskih tambura te onih najstarijih - tambura "farkašica". Lijericu – narodno glazbalo kojim se često pratilo ples u mnogim dijelovima srednje i južne Dalmacije – svira nekoliko glazbenika, kao i malu harmoniku trieštinu ili botunjeru. Od klasičnih glazbala tu su violine, čelo, kontrabas i klarinet. Na svim koncertima Ansambla LADO orkestar redovito prati pojedine plesne i vokalne izvedbe, ali nastupa i zasebno, izvodeći razne virtuozne instrumentalne skladbe i glazbene obrade. U proteklih desetak godina članovi orkestra održali su niz samostalnih cjelovečernjih koncerata te objavili tri nosača zvuka.

## Zbirka nošnji
LADO posjeduje jedinstvenu kolekciju originalnih narodnih nošnji iznimne vrijednosti i ljepote sustavno prikupljanih tijekom više od pedeset godina postojanja Ansambla. S vremenom je nastala zbirka s više od tisuću i dvjesto kompleta iz raznih područja Hrvatske (središnjeg i nizinskog, gorskog i priobalnog), kao i područja izvan Republike Hrvatske, koja nastanjuju Hrvati (Bosne i Hercegovine, Vojvodine i drugih). Zemljopisni položaj Hrvatske i ekološki uvjeti imali su presudan utjecaj na bogatstvo i raznolikost hrvatskih narodnih nošnji. Svojom kulturom i poviješću Hrvatska je određena kao srednjoeuropska i mediteranska zemlja, što je uvjetovalo nastanak četiriju različitih tipova tradicijskog ruha (alpskog, panonskog, dinarskog i jadranskog). Svaki nastup LADA, uz ples i pjesmu, svojevrsna je revija originalnih narodnih nošnji.
- Prigorje
- Hrvatska posavina
- Istra
- Susak
- Lastovo
- Valpovo
- Baranja
- Boka kotorska

## Koncertni ciklusi

### Korizmeni
U razdoblju korizme LADO održava koncerte hrvatskih pučkih crkvenih popijevki, osobito Crkvenog pučkog pjevanja Slavonije, Srijema i Baranje. Korizmeni koncertni repertoar snimljen je na albumu O, Isuse daj mi suze, koji je 2013. nagrađen Porinom za najbolji album duhovne glazbe. Među istaknutijim napjevima su Jadikovanja proroka Jeremije (napjev Velikoga tjedna) i Gospin plač. Tako je program Gospin plač, s izvedbama Gospina plača iz različitih dijelova Hrvatske (Vodice, Rokovci, Velika Kopanica, Slivno Ravno, Dekanovec, Gotalovo, Gabela, Imotski, Draškovec, Martinska Ves, Tugare, Bošnjaci, Prugovac, Vrbanj, Kali, Baranja, Jezera i dr.) u obradama Dražena Kurilovčana, Joška Ćalete, Krunoslava Šokca, Vida Baloga, Ivice Ivankovića i Marka Markovine, 2014. nagrađen Nagradom Ivan Lukačić za etnomuzikološki rad i očuvanje hrvatske glazbene baštine na Varaždinskim baroknim večerima.

## Nagrade i priznanja
- 1954. – prva nagrada na Međunarodnom festivalu u Llangollenu (Ujedinjeno Kraljevstvo)
- 1962. – diplome časti gradova Santiaga, Punta Arenasa i Antofagaste (Čile)
- 1963. – Nagrada Grada Zagreba za doprinos u očuvanju i popularizaciji hrvatske baštine
- 1967. – zahvalnica grada Los Angelesa (SAD)
- 1968. – Nagrada Grada Zagreba za doprinos u očuvanju i popularizaciji hrvatske baštine
- 1973. – ključ grada Clevelanda (SAD)
- 1974. – Plaketa Grada Zagreba
- 1975. – zahvalnica grada Frankfurta na Odri (Njemačka)
- 1978. – diploma Međunarodnoga festivala u Corku (Republika Irska)
- 1979. – Plaketa Grada Zagreba
- 2002. – Nagrada Grada Zagreba za doprinos u očuvanju i popularizaciji hrvatske baštine
- 2002. – Lado je bio predstavnik Europe na šestom Svjetskom simpoziju zborske glazbe u Minneapolisu (SAD)
- 2003. – nagrada "Orlando" za izniman umjetnički doseg u glazbenom djelu programa 54. Dubrovačkih ljetnih igara
- 2004. – nagrada "Ivan Lukačić" za najviši izvođački doseg na 34. Varaždinskim baroknim večerima
- 2006. – nagrada INA-e za promicanje hrvatske kulture u svijetu
- 2009. – Nagrada Grada Zagreba za sveukupan doprinos u očuvanju i popularizaciji hrvatske baštine
- 2009. – nagrada Status Hrvatske glazbene unije za izniman doprinos hrvatskoj glazbi u povodu 60. obljetnice umjetničkoga djelovanja
- 2009. – Povelja Republike Hrvatske prigodom 60. obljetnice umjetničkoga djelovanja[20]
- 2014. – nagrada "Ivan Lukačić" za etnomuzikološki rad i očuvanje hrvatske glazbene baštine[21]
- 2017. – Medalja Grada Zagreba za izuzetna postignuća vezana za istraživanja, prikupljanja, umjetničke obrade i scenskog prikazivanja najljepših primjera bogate hrvatske glazbene i plesne tradicije koja se prezentira u Republici Hrvatskoj i u inozemstvu.[22]

### Diskografske nagrade Porin
Porin za životno djelo (2002.)
Za najbolji album folklorne glazbe:
- Na moru i kraju (2001.)[23]
- Na zelenom travniki autora Bože Potočnika (2003.)
- Teta Liza i LADO (2008.)
- Iz kajkavskih krajeva – vol. 3 i 4 (2013.)

Za najbolji album božićne glazbe:
- Božićni koncert (2011.)

Za najbolju folklornu pjesmu:
- "Veseli se, majko Božja" s albuma Preveliku radost navišćujem Vama (2004.)
- "Primem pero svojo ruko desno" s albuma Teta Liza i LADO (2008.)
- "Šest let mi je minulo" s albuma Iz kajkavskih krajeva – vol. 3 i 4 (2013.)
- "Dobar večer tomu stanu" s albuma Pjesme naroda Europe (2014.)

Za najbolju izvedbu folklorne glazbe:
- album Na zelenom travniki (2003.)
- pjesma "Spavaj, spavaj ditiću" s albuma Preveliku radost navišćujem Vama (2004.)
- napjev "Puče moj" s albuma Kalvarija (2007.)
- pjesma "Ribica mi plava" s albuma Teta Liza i LADO (2008.)
- pjesma "Danak svanu koledo" s albuma Božićni koncert (2011.)
- napjev "Svetoj žrtvi Uskrsnici" s albuma Vokalisti Lada – Križu sveti... (2012.)
- napjev "O, žalosna Majko, Sveta Divice" s albuma O, Isuse daj mi suze (2013.)
- pjesma "Calusul oltenesc" s albuma Pjesme naroda Europe (2014.)

Za najbolji album duhovne glazbe:
- Raspelo autora Dražena Kurilovčana i Vida Baloga (2003.)
- Preveliku radost navišćujem Vama autora Joška Ćalete (2004.)
- Božić u svijetu autora Tomislava Uhlika (2005.)
- Kalvarija autora Ljube Stipišića-Delmate (2007.)
- Vokalisti Lada – Križu sveti... (2012.)
- O, Isuse daj mi suze (2013.)

## Diskografija

### Albumi
| - 1987. – Narodne pjesme i plesovi sjeverne Hrvatske (RTL) - 1994. – Telo Kristuševo, Narodi se mladi kralj (BeSTMUSIC) - 1994. – Kalvarija (BeSTMUSIC) - 1998. – Iz kajkavskih krajeva (BeSTMUSIC) - 1998. – Iz kajkavskih krajeva vol.2 (BeSTMUSIC) - 1998. – Iz hrvatske narodne glazbene riznice vol.1 (Memphis) - 1999. – Kolo igra, tamburica svira vol.1 (BeSTMUSIC) - 1999. – Kolo igra, tamburica svira vol.2 (BeSTMUSIC) - 1999. – O vreme prelubleno - (BeSTMUSIC) - 2000. – Na moru i kraju - (BeSTMUSIC) - 2000. – U društvu svirača vol.1 (BeSTMUSIC) - 2001. – Najljepše božićne pjesme (BeSTMUSIC) - 2001. – U društvu svirača vol.2 (Lado) - 2001. – Na zelenom travniki (Lado) - 2002. – Raspelo (Lado) - 2003. – Preveliku radost navišćujem vama (Aquarius Records) | - 2003. – LADO electro (Aquarius Records) - 2004. – Zorja moja zorja - Anđela Potočnik (Aquarius Records) - 2004. – Božić u svijetu (Aquarius Records) - 2005. – Iz hrvatske narodne glazbene riznice vol.2 (Aquarius Records) - 2006. – Kalvarija (Aquarius Records ) - 2007. – Polke i drmeši (Aquarius Records) - 2007. – Tete Liza i Lado (Aquarius Records) - 2009. – Janja - Niz Muru i Dravu (Aquarius Records) - 2010. – Božićni koncert (Aquarius Records) - 2011. – Ana Kelin: Glazbeni spomenar (Aquarius Records) - 2011. – Božo Potočnik: Pri kumekovoj kleti (Aquarius Records) - 2012. – O, Isuse daj mi suze (Aquarius Records) - 2012. – Iz kajkavskih krajeva - vol. 3 i 4 (Aquarius Records) - 2013. – Pjesme naroda Europe (Aquarius Records) - 2014. – Korizmeni koncert: Pasijom kroz hrvatske krajeve (Aquarius Records) - 2018. – LADO Electro 2.0 Memorabilium (Aquarius Records) |

### DVD-i
- 2005. - Lado in concert
- 2006. - Veronika[25]

## Vanjske poveznice
- Službene stranice Ansambla narodnih plesova i pjesama Hrvatske LADO (hrv.) (engl.)
- Etno sekcija Hrvatske glazbene unije  Arhivirana inačica izvorne stranice od 18. listopada 2015. (Wayback Machine)